# پگی آلنبی
پگی آلنبی (انگلیسی: Peggy Allenby؛ ۱۴ فوریهٔ ۱۹۰۱ – ۲۳ مارس ۱۹۶۶) یک هنرپیشه اهل ایالات متحده آمریکا بود.